# غرطر أسود البطن
غرطر أسود البطن (الاسم العلمي: Thamnophis melanogaster) هو نوع من الزواحف يتبع جنس الغرطر من فصيلة الأحناش.